# 亦楽会
亦楽会（えきらくかい）は、大正時代の日本の政党。

## 歴史
1912年（大正元年）12月、帝国議会の無所属議員11名（大半が元又新会所属）で同志会として結成した。1913年（大正2年）3月に亦楽会に改称、この時点で所属議員数は29名まで上がった。同年12月、小会派の政友倶楽部と合併して中正会を結成した。